# هيديو ناجاتا
هيديو ناجاتا (باليابانية: 長田秀雄) (13 مايو 1885، طوكيو في اليابان - 5 مايو 1949)؛ شاعر، كاتب مسرحي وروائي ياباني.